# Anacroneuria marta
Anacroneuria marta és una espècie d'insecte plecòpter pertanyent a la família dels pèrlids.

## Descripció
- La femella té la placa subgenital dividida en quatre lòbuls i les seues ales anteriors mesuren 12 mm de llargària.
- La larva és de color marró fosc amb àrees clares al cap i el tòrax, l'abdomen uniformement marró, el cap principalment marró davant dels ocels i les potes marrons.
- L'ou no ha estat encara descrit.[5]

## Hàbitat
En el seu estadi immadur és aquàtic i viu a l'aigua dolça, mentre que com a adult és terrestre i volador.

## Distribució geogràfica
Es troba a Sud-amèrica: Colòmbia.